# Antonio Ciciliano
Antonio Ciciliano (3 de novembro de 1932 — 4 de setembro de 2015) foi um velejador italiano, medalhista olímpico. Ele competiu nos Jogos Olímpicos de Verão de 1960 na classe Dragon e conquistou a medalha de bronze a bordo do Venilia, ao lado de Antonio Cosentino e Giulio De Stefano. Ele já havia vencido a Kiel Week em Dragon em 1958 e o Marblehead Trophy em 1959.